# Bolivaritettix liboensis
Bolivaritettix liboensis är en insektsart som beskrevs av Zheng, Z. 2003. Bolivaritettix liboensis ingår i släktet Bolivaritettix och familjen torngräshoppor. Inga underarter finns listade i Catalogue of Life.